# Idioma zizilivaka
Zizilivaka (Ziziliveken, Ziliva, Àmzírív), también conocido como Fali de Jilbu y Ulan Mazhilvən, es una lengua chádica hablada en Camerún, en la Región del Extremo Norte y en la vecina Nigeria. Es uno de varios en el área que llevan el nombre de Fali.
En Camerún, sólo unos pocos cientos de personas hablan zizilivékén (Crozier y Blench 1992), cerca de la frontera con Nigeria. Se habla al oeste de Guili (en la comuna de Bourrha, departamento de Mayo-Tsanaga, Región del Extremo Norte). También se habla en Nigeria en los alrededores de la ciudad de Jilvu. En Camerún no se habla tanto como en Nigeria.